# Onthophagus semifex
Onthophagus semifex là một loài bọ cánh cứng trong họ Bọ hung (Scarabaeidae).